# Serie B 2010-2011 (pallanuoto maschile)

## Squadre partecipanti
| Promosse in A2                                            | Squadre partecipanti | Squadre partecipanti |
| --------------------------------------------------------- | --- | --- |
| - Sport Management - Como - Olympic Roma - Simply Pescara | Girone 1 - Andrea Doria - Busto - Futura Prato - Lavagna '90 - Lerici Sport - Libertas Novara - Mameli - Promosport - Rapallo - Sturla Girone 2 - Bologna - Canottieri Milano - Como - Cus Milano - GEAS - Modena - Padova 2001 - Parma - Piscine Vicenza - Sport Management | Girone 3 - Acilia - Anzio - Bustino Pescara - Libertas Perugia - Napoli - R.N. Roma - Olympic Roma - Simply Pescara - Tirrena - Vela Ancona Girone 4 - Avion Center - Bari - Basilicata 2000 - CUS Palermo - Nautilus - Nettuno - Palermo - Pozzillo - Taranto |